# Dysdera subsquarrosa
Dysdera subsquarrosa este o specie de păianjeni din genul Dysdera, familia Dysderidae, descrisă de Simon, 1914. Conform Catalogue of Life specia Dysdera subsquarrosa nu are subspecii cunoscute.